# Floreni, Ungheni
Floreni este un sat din componența comunei Sculeni din raionul Ungheni, Republica Moldova.